# Larry Neeck
Larry Neeck (?, 1950) is een Amerikaans componist, muziekpedagoog en dirigent.

## Levensloop
Neeck studeerde aan de Universiteit van Pittsburgh in Pittsburgh en behaalde aldaar zijn Bachelor of Arts in muziek. Vervolgens studeerde hij aan de bekende Eastman School of Music in Rochester en behaalde zijn Master of Music in muziekopleiding. 
Hij is docent voor instrumentale muziek aan scholen in de Webster (New York) Central School District en dirigeert harmonieorkesten en jazz-ensembles. Neeck is oprichter van de Willink Middle School Student/Parent Band. 
Als componist schrijft hij werken voor orkest, harmonieorkest en jazz-ensembles, maar ook voor beroepsmusici zoals de violiste Regina Carter en de saxofonist James Carter. Hij is lid van de American Society of Composers, Authors and Publishers (ASCAP), de Music Educators National Conference (MENC), de New York State School Music Association (NYSSMA) en de New York State Band Directors Association (NYSBDA). 

## Composities

### Werken voor harmonieorkest
- 1997 Morning Serenade
- 1998 Solo Flight
- 1999 Sons of Liberty
- 2000 Northern Lights
- 2000 Of Kings And Christmas
- 2001 A Christmas Fantasy in 3/4 Time
- 2001 An American Celebration
- 2002 A Magnificent Christmas
- 2002 Bill Bailey Just Won't Come Home
- 2002 Under An Irish Sky
- 2003 A Coventry Christmas
- 2003 Tales of Sea and Sail
- 2003 With Honor and Pride
- 2004 Atop A Scottish Highland
- 2004 Bravura!

- 2004 Fanfare for a New World
- 2004 The Glacier Express
- 2005 Concerto, voor drumstel en harmonieorkest
- 2005 Dragons Fly on the Winds of Time
- 2005 Freedom Forever
- 2005 Viva Espania
- 2006 Christmas Bells and Brass
- 2006 Midnight Escape
- 2006 Song of Solace
- 2006 Stormchasers
- 2007 Drums of Darkness
- 2007 Gypsy Caravan
- 2007 Mucho Gusto
- 2007 This Old Dude
- 2007 Winterwinds

- 2008 Christmas Africana
- 2008 Key Lime Pie
- 2008 Return of the Crusaders
- 2008 Top Secret!
- 2008 Velocity
- 2009 Brass in the Basement
- 2009 Midnight Avenger
- 2009 Torrents of Fire
- 2009 Tranquil Sky
- 2010 Countdown
- 2010 Future Force
- 2010 Marauders on the High Seas
- 2010 Time Traveler
- 2010 Trumpet Shout-Out

### Werken voor jazz-ensemble/-orkest
- A. M. Attitude
- Another Bump In The Road
- Are You Ready to Rock?
- As If To Say Goodbye
- Autumn Mist
- Autumn Twilight
- Back In The Day
- Baja Breeze
- Big Bad Boogie
- Bittersweet Romance
- Blue Midnight
- Chillin' Time
- Come Out Swinging
- Damage Control
- Day At The Beach
- Dominoes
- East Side Drive
- El Taco Rocko

- 5.4 On the Richter Scale
- Flashpoint
- Good Ol' Boys
- Hold on to Love
- Honky Tonk Shuffle
- Hot Java Jump
- I-95
- It's About Swing
- Ivory Moon
- Jive Cat Jump
- Just Before I Close My Eyes
- Keys To The Heart
- Killer on the Keys
- Maximum Impact
- Mister Nice Guy
- Nightshift
- No Problema!
- One Special Moment

- Pressure Point
- Pump It Up!
- Senorita Fajita
- Shadows and Dreams
- Shadows on the Street
- Short Circuit
- State Street Stomp
- Storm Front
- Super-Sized
- Swing Machine
- Swing's the Thing
- Takin' The Plunge
- Tater Hill Shuffle
- The Big Band Theory
- Uptown Stomp
- Velvet Rain
- Ya Just Gotta Rock 'n Roll